# Maguito Vilela
Luiz Alberto Maguito Vilela (Jataí, 24 de enero del 1949-São Paulo, 13 de enero de 2021) fue un político y abogado brasileño. Ocupó varios cargos políticos en el estado de Goiás siendo vicegobernador entre 1991 y 1994, gobernador entre 1995 y 1998 y alcalde de la capital Goiania en el 2021. A nivel federal ocupó el cargo de senador federal entre 1999 y el 2007. Falleció el 2021 ocupando el cargo de alcalde de Goiania tras haber asumido el cargo tan sólo 13 días antes a pesar de llevar varios meses hospitalizado por COVID-19.

## Biografía
Fue diputado estatal, federal y vicegobernador del estado de Goiás. En 1994 accedió al puesto de gobernador con una cómoda mayoría. Abandonó el cargo para presentarse en 1998, y ganar, a senador. Cumplió mandato hasta 2007.
En 2006 se presentó nuevamente a las elecciones a la gobernadoría de Goiás, pero no fue elegido.

## Vida personal
Su hijo Daniel Vilela y su sobrino Leandro Vilela también son políticos.
Fue denunciado [cita requerida]entre los políticos que figuran en la lista de denuncias entregadas por Odebrecht al STF dentro de las investigaciones Lava Jato. Habría recibido 1,5 millones de reales en la casilla 2 por la campaña con su hijo.[cita requerida]
Falleció el 13 de enero de 2021 a los 71 años, debido a complicaciones del COVID-19 en la UCI del Hospital Albert Einstein de São Paulo en donde estuvo hospitalizado durante más de 80 días.